# Буланды
Буланды (каз. Бұланды) — село в Енбекшильдерском районе Акмолинской области Казахстана. Входит в состав Макинского сельского округа. Код КАТО — 114543200.
Вблизи села проходит скоростная автомагистраль А1 "Астана — Щучинск".

## География
Буланды находится на расстоянии от г. Макинска - 2 км, ст. Ельтай - 38 км, г. Астаны - 198 км, Курорт Боровое - 42 км и г. Кокшетау - 122 км на север.
Местность, на которой расположено с. Буланды, довольно живописна: ровная и лесистая, но по структуре это низина с заболоченной и глинистой почвой. Этим объясняется большая грязь весной и осенью.
Украшением села являются окружающие его леса (осина, берёза, сосна и др.), которые вливаются непосредственно в село.
Климат Макинска относится к зоне холодной степи, несмотря на невысокое широтное положение. Это суровый континентальный климат с довольно жарким летом и суровой продолжительной зимой. Основные черты местного климата: суровая, с небольшим снежным покровом зима, очень короткая и ветреная весна, жаркое, но непродолжительное лето. Количество осадков незначительное - 300-350  мм в год. Для села в целом  характерна интенсивная ветровая деятельность с преобладанием ветров южного направления. Самый холодный месяц - январь, самый тёплый - июль.
Полезные ископаемые, имеющие промышленное значение, представлены только строительными материалами (камень, щебень, кирпичное сырьё, песок).

## Население
В 1989 году население села составляло 409 человек (из них казахи — 37 %, русские — 37 %).
В 1999 году население села составляло 419 человек (202 мужчины и 217 женщин). По данным переписи 2009 года, в селе проживало 239 человек (127 мужчин и 112 женщин).
| Численность населения | Численность населения | Численность населения |
| 1989                  | 1999                  | 2009                  |
| --------------------- | --------------------- | --------------------- |
| 409                   | ↗419                  | ↘239                  |

## Улицы[4]
- ул. Абулхаира Досова
- ул. Бауыржана Момышулы
- ул. Джамбула Джабаева
- ул. Динмухаммеда Кунаева
- ул. Лесная